# Schattdorf
Schattdorf est une commune suisse du canton d'Uri.
C'est sur la place an der Gand à Bötzlingen que la Landsgemeinde du canton se réunissait tous les ans, le premier dimanche de mai.

## Géographie

Vue aérienne de 400 m par Walter Mittelholzer (1931).

Selon l'Office fédéral de la statistique, Schattdorf mesure 16,31 km2.

## Démographie
Selon l'Office fédéral de la statistique, Schattdorf compte 4 788 habitants en 2008. Sa densité de population atteint 293 hab./km2.
Le graphique suivant résume l'évolution de la population de Schattdorf entre 1850 et 2008 :

## Culture et patrimoine

### Héraldique
| Blason | Blasonnement : D'azur à une branche de pommier chargée de trois fruits d'or et de deux feuilles d'argent. |

### Monuments et curiosités
- L'église paroissiale et de pèlerinage Saint-Marie a été construite entre 1729 et 1734 à la place d'une ancienne chapelle du 13e s. Le maître-autel de style baroque est une œuvre du maître haut-valaisan Johann Jodok Ritz[6] qui travailla également dans d'autres églises de la vallée[7]. A côté de l'église se trouve un ossuaire de forme ovale qui remonte environ à la même époque.

- La chapelle Crivelli est une chapelle funéraire qui a été bâtie en 1654 pour sa famille par le colonel Sebastian Crivelli[8], ambassadeur à la cour de Philippe IV d'Espagne.